# (17161) 1999 LQ13
A (17161) 1999 LQ13 egy kisbolygó a Naprendszerben. A LINEAR projekt keretében fedezték fel 1999. június 9-én.